# Кутир (Па де Кале)
Кутир (фр. Couture) насеље је и општина у североисточној Француској у региону Север-Па де Кале, у департману Па де Кале која припада префектури Béthune.
По подацима из 2011. године у општини је живело 2689 становника, а густина насељености је износила 198,89 становника/km². Општина се простире на површини од 13,52 km². Налази се на средњој надморској висини од 18 метара (максималној 20 m, а минималној 15 m).

## Демографија
| 1962. | 1968. | 1975. | 1982. | 1990. | 1999. | 2011. |
| ----- | ----- | ----- | ----- | ----- | ----- | ----- |
| 1.303 | 1.327 | 1.332 | 1.666 | 2.165 | 2.249 | 2.689 |

График промене броја становника у току последњих година